# هرمون منتبذ
الهرمون المنتبذ هو هرمون تنتجه الأورام المشتقة من الأنسجة التي لا ترتبط عادةً بإنتاجها.
من ناحية أخرى، يستخدم مصطلح نظامي التوضع للإشارة إلى الهرمونات التي تنتجها الأنسجة في الأورام التي تعمل عادة في إنتاج هذا الهرمون.
يعتبر إفراز الهرمون الزائد ضارًا بتوازن الجسم الطبيعي. ينتج عن إنتاج هذا الهرمون عادةً مجموعة من العلامات والأعراض تسمى متلازمة الأباعد الورمية.
تتضمن بعض المتلازمات السريرية التي يسببها إنتاج الهرمون منتبذ ما يلي:
| متلازمة                                         | السرطانات المسببة الرئيسية | هرمون خارج الرحم |  |
| ----------------------------------------------- | --- | --- |  |
| متلازمة كوشينغ                                  | - سرطان الرئة ذو الخلايا الصغيرة - سرطان البنكرياس - الأورام العصبية - التوتة | الهرمون الموجه للغدة الكظرية منتبذ ومادة تشبه الهرمون الموجه للغدة الكظرية                                                                     |  |
| متلازمة الهرمون المضاد لإدرار البول غير المناسب | - سرطان الرئة ذو الخلايا الصغيرة | الهرمون المضاد لإدرار البول منتبذ |  |
| فرط كالسيوم الدم                                | - سرطان الرئة (الخلايا الحرشفية عادةً) - سرطان الثدي - سرطان الكلى والمثانة - المايلوما المتعددة (قد تحدث بشكل مستقل عن آفات انحلال العظم) - ابيضاض الدم/سرطان الغدد الليمفاوية لدى البالغين - سرطان المبيض - سرطان الخلايا الحرشفية (مثل الرئة والرأس والعنق والمريء) | البروتين المرتبط بالهرمون الدريقي منتبذ (البروتين المرتبط بهرمون الغدة الجار درقية)، عامل النمو المحمول-ألفا، عامل نخر الورم-ألفا، إنترلوكين-1 |  |
| نقص سكر الدم                                    | - الساركوما الليفية - الأورام الدموية الوعائية | عامل النمو الشبيه بالأنسولين2 منتبذ |  |
| فرط الألدوستيرونية                              | - غير هودجكن ليمفوما - سرطان المبيض - رئوي | الألدوستيرون منتبذ |  |